# Türkiye Atletizm Federasyonu
La Türkiye Atletizm Federasyonu (TAF) è una federazione sportiva che ha il compito di promuovere la pratica dell'atletica leggera e coordinarne le attività dilettantistiche ed agonistiche in Turchia.